# Nitroprusid
Nitroprusid dolazi u obliku natrijeve soli i jedan je od najstarijih i najjačih antihipertenziva i još uvijek važno sredstvo u liječenju hitnih antihipertenzivnih stanja. To je kompleksni anorganski spoj s pet cijano skupina. U dodiru s eritrocitima molekula nitroprusida se raspada na uz oslobađanje dušikova (II) oksida i cijanida. Dušikov (II) oksid jest nestabilna tvar koja uzrokuje vazodilataciju te je stoga vazodilatator i koči agregaciju trombocita. 

## Djelovanje
Natrijev nitroprusid koristi se u obliku injekcija, a snažno širi i arteriole i vene, smanjujući tako i periferni vaskularni otpor i povratak venske krvi u srce. Ako nema srčanog zatajenja (infarkt, kardiomiopatije i sl.) snižava se tlak, dok se udarni volumen ne mijenja ili se lagano smanjuje. U slučaju oštećenja srca i malog udarnog volumena, udarni se volumen povećava. Frekvencija se povećava, ali manje nego s drugim vazodilatatorima. 
Hipotenzivni učinak nitroprusida jači je ako pacijent stoji. Taj snažni vazodilatator daje se intravenskim infuzijama pri hitnim stanjima, kada je porast krvnog tlaka takav da ugrožava pacijentov život. Osim pri hipertenzivnim stanjima, lijek se primjenjuje za postizanje kontrolirane hipotenzije pri kirurškim operacijama. Učinak infuzije nitroprusida počinje gotovo odmah, ali i prestaje nekoliko minuta odmah nakon prekida. Uz mjerenje krvnog tlaka to omogućuje precizno titriranje doze za svakog pacijenta. Natrijev nitroprusid je u vodenoj otopini osjetljiv na svjetlost, pa se zato otopina mora pripremati neposredno prije uporabe i zamjenjivati svakih nekoliko sati, a infuzijski sustav zaštititi od svjetla. 

## Nuspojave
Nitroprusid je kompleks s cijanidnim skupinama, pa infuzija toga lijeka može uzrokovati trovanje cijanidom - metaboličke acidoze, aritmija, prejake hipotenzije pa i smrt. Radi sprječavanja trovanja cijanidima preporučuje se natrijev tiosulfat ili hidroksikobalamin, tvar koja se veže s cijanidom u netoksičan cijanokobalamin. Dugotrajnim davanjem natrijeva nitroprusida može doći do nagomilavanja tiocijanata sa slabošću, dezorijentacijom, psihotičnim reakcijama, spazmom mišića i konvulzijama.